# Ур
Ур (сумерски: Urim(ki), акадски: Uru, арапски: أور) био је древни град у јужној Месопотамији, лоциран близу ушћа река Еуфрат и Тигар у Персијски залив. Сматра се једним од првих познатих цивилизација античке историје света. Због повлачења мора, археолошки остаци овог града се сада налазе прилично дубоко у унутрашњости на територији данашње државе Ирак, јужно од Еуфрата на његовој десној обали. Археолошко налазиште се карактерише по зигурату који је још увек прилично очуван и остацима насеља. Зигурат је храм Нане, месечевог божанства у сумерској митологији. Саграђен је у два нивоа и од цигле. У доњем нивоу цигле су спојене битуменом, а горњи слој је повезан малтером. Сумерско име овог града је Урим.
Ур је некад био обалски град смештен недалеко од ушћа реке Еуфрат у Персијски залив, док је данас повучен у унутрашњост, јужно од Еуфрата, на његовој десној обали, 16 km од града Насирије и близу старога града Еридуа. Сам град познат је по храму зигурату, готово још увек нетакнутом који је био светиште божице месеца именом Нана у сумерској митологији. Ур је место где је никло прво клинасто писмо, одакле сежу почеци астрономије и математике, уметности и заната.
Ур је 2016. године, заједно с још шест локалитета под називом „Ахвар у јужном Ираку”, уписан на Унесков попис места светске баштине у Азији као „један од три археолошка локалитета месопотамијских градова из времена владавине Сумерана, између 4. и 3. миленијума пне у једном од највећих копнених система ушћа у крајње врућем и сувом окружењу”.

## Историја
Према историјским доказима, Ур је био насељен већ око 4300. п. н. е. (време пророка - el-‛obēd) и то је време такође и почетак културе у данашњом остацима јужног вавилона. Град није сво време био насељен. Познат је период након tell el-‛obēd, 6 km северније од Ура, које је прво налазиште за то време познате керамике. За  време тог периода који траје до 3400. п. н. е. бива Ур кроз једно дуже раздобље поплавама разорен и уништен.До 2600. п. н. е. култура се диже из пепела те се мање заједнице повезују, поновно се успоставља град, граде се иригацијски системи да би се спречиле поплаве у кишним раздобљима.
Сама позиција Ура била је стратешки врло повољна. Ту је било сециште путева према Средоземном мору и Персијском заливу те копнених путева који су водили у Арабију. Тада су настале и многе кићене гробнице, укључујући и ону краљице Пуаби. Ту су такође нађени артефакти који носе имена краљева Мескаламдуга и Акаламдуга. С временом, краљеви Ура постали су краљевима целог Сумера.
Године 2375. п. н. е. Прву династију Ура започиње сумерски краљевски ред који спомиње краљеве Месенепада, Анепада, Мескијагнуна, Елулу и Балулу.
Ур-Наму, гувернер града Ура, узурпирао је власт свргнувши Уту-Кегала, те је постао оснивач најзначајније сумерске династије - III династије Ура. Прозвао се „краљем Ура, краљем Сумера и Акада”, јер је поновно ујединио територију некадашњег Акадског краљевства. Владао је 18 година, од  2111. до 2094. п. н. е. претворивши град Ур у престолницу своје велике државе. Трећа династија Ура владала је само 100 година, до 2003. и дала пет владара од којих су најзначајнији Ур-Наму и његов син Шулги који је оца по многочему надмашио. Шулгијеви синови  Амарсу‛ена, Шусин и Ибисин били су успели да одрже такво краљевство те су га довели до распада.
Занимљиво је да нема записа о борбама Ур-Намуа за поновно уједињење царства, те се претпоставља да нису дуго трајале. Будући да није био оптерећен ратовима, своју пажњу могао је да усмерити на успостављање реда и мира у земљи стварањем јаке државне административне и војне мреже, јачањем судства на основу донесеног законика, омогућавањем привредног развоја и разгранатим градитељством. Основне административне јединице биле су углавном територије некадашњих градова држава у којима су сад краљеву власт заступале две особе: „енси” за грађанске дужности и „патеси” за војне послове. Будући да је његово краљевство било мешавина етничких заједница, а да би у краљевству задржао мир на највиша места државне управе није стављао само Сумеране, већ и припаднике других етничких заједница. Познат је његов кодекс закона - Ур-Намуов законик, чији је фрагмент идентификован 1952. у Истанбулу, и један је од најстаријих таквих докумената. Идентификовао га је сумеролог С. Крамер на подстицај археолога Крауса. Дотични је кодекс 300 година старији од Хамурабијевог законика и по неким је питањима знатно блажи према кривцима од Хамурабијева законика - примера ради, док за телесне повреде Хамурабијев законик примењује талион, у Ур-Намуовом се сусрећу само новчане казне.
Након Ур-Намуа на сцену долази Шулги који влада 48 година и који је краљевство битно ојачао те је водио строгу евиденцију о приходима и расходима. Није водио много ратова, све борбе биле су везане само уз учвршћивање граница. Снажно је подстицао развој трговине. Током његове владавине раслојавање друштва је добило јасне, законом утврђене облике. О Шулгију је испевано тридесетак химни које га славе готово као божанство те је његово име дато једном месецу сумерског календара. Ур-Наму и Шулги већ су за живота били слављени као божанства. Једна књига преостала из сумерске писане књижевности описује смрт Ур-Намуа те његово путовање у подземље.
Шулгијев наследник, Амар-Син, владао је само 9 година. Након њега долази Шу-Син за време чије владавине започиње распад великог царства. За време Иби-Сина долази до коначног распада царства, јер је унутрашња стабилност земље, која је почивала на строгој апсолутистичкој власти, била снажно пољуљана. 
До уништења III династије долази под навалом Аморићана, те посебно Еламаита под којима Ур губи своју политичку моћ, али задржава своју позицију култног места бога Месеца. Познате су „Тужаљке за Уром” које тај пад описују.
Месопотамија је тад остала подељена на пет мањих краљевстава: Исин и Ларса на југу, Ешнуна и Мари у средишњем делу и Ашур на северу. Источно од Месопотамије највише се развио Елам.
Историјски подаци говоре да је у свом највећем цвату Ур био највећи град тада познатог света са 65.000 становника. У 6. веку п. н. е.. Ур се поновно уздиже за време владавине Набукодонозора II. Последњи вавилонски краљ Набонид гради зигурате, али град ипак почиње да пропада око 550. п. н. е., а око 500. не више није насељен. Претпоставља се да су разлог томе дуга раздобља суше и промењен ток река.

## Друштвено  уређење
Робовласнички систем већ је имао дубоке корене, јер је робовски рад био важан чинилац производње. Робови, „намра”, били су у власништву државе или храмова, а до њих се долазило путем ратних заробљавања. Најчешће су кориштени за велике грађевинске, земљишне и пољопривредне радове те узимани као војници у удаљеним деловима краљевства. Постојали су робови који су настали из редова осиромашених сељака, те су називани „геме”. Они су били слуге у приватном власништву.
Раслојавање у редовима грађанства било је много очитије. Уз племство и свештенство развија се средњи сталеж чиновника, трговаца и занатлија.

## Градитељство и уметнички споменици треће династије Ура
Трећа династија Ура, поготово Ур-Наму и Шулги развијају уметност и градитељство које су потпуно у служби краљевске власти и верских потреба. Кипови владара постављани су по многим градовима, а кипови божанстава по храмовима. Украшаване су палате, храмови, куће богатијег средњег слоја, израђиване су скупоцене вазе, посуде од камена и племенитих метала, потражња за накитом и цилиндричним печатима. Без потешкоћа долазило се до злата, сребра, слоноваче, драгог камења при чему уметнички занат има дубоку традицију. Ур-Наму је наложио изградњу многих храмова, а посебно је постао познат по зигуратима - степенастим грађевинама које је подигао у многим градовима, а најпознатији су у Уру, Уруку, Еридуу, Ларси и Нипуру. Те грађевине изгледају „лагано” јер су све линије складне, фасаде су обрађене вертикалним нишама на традиционалан сумерски начин, а посебно зато што су све линије благо повијене. Урски зигурат грађен је од два дела - у доњем делу опека је повезивана битуменом, а у горњем слоју са малтером. Храм је изграђен 2100. п. н. е. за време владавине Ур-Намуа и висок је 21 метар.
Вештину градње с ентазисом, који је у античкој архитектури незнатно конвексно испупчење средњег дела носивог ступа, сумерски архитекти применили су 16 векова пре славних грчких градитеља на Акропољу. Оријентација зигурата иста је као и храмова - углови су оријентисани према 4 стране света.